# Hoofdklasse (Schach) 1989/90
In der Hoofdklasse 1989/90 wurde die 67. niederländische Mannschaftsmeisterschaft im Schach ausgespielt. 
Der Titelverteidiger Volmac Rotterdam und die Hilversums Schaakgenootschap lieferten sich ein Kopf-an-Kopf-Rennen um den Titel, das Rotterdam für sich entscheiden konnte. Aus der Klasse 1 waren Lohuis/De Variant Breda und Utrecht aufgestiegen. Beide Aufsteiger erreichten den Klassenerhalt, während die zweite Mannschaft von Volmac Rotterdam und Watergraafsmeer absteigen mussten.

## Spieltermine
Die Wettkämpfe wurden ausgetragen am 16. September, 7. Oktober, 11. November, 9. Dezember 1989, 6. Januar, 3. Februar, 3. März, 7. April und 12. Mai 1990.

## Abschlusstabelle
| Pl.  | Verein                             | Sp | G | U | V | MP   | Brett-P.  |
| ---- | ---------------------------------- | -- | - | - | - | ---- | --------- |
| 01.  | Volmac Rotterdam I. Mannschaft (M) | 9  | 8 | 0 | 1 | 16:2 | 63,0:27,0 |
| 02.  | Hilversums Schaakgenootschap       | 9  | 7 | 1 | 1 | 15:3 | 53,5:36,5 |
| 03.  | Schaakclub Groningen               | 9  | 5 | 1 | 3 | 11:7 | 48,0:42,0 |
| 04.  | Lohuis/De Variant Breda (N)        | 9  | 5 | 1 | 3 | 11:7 | 45,0:45,0 |
| 05.  | SV Zukertort Amstelveen            | 9  | 3 | 2 | 4 | 8:10 | 45,0:45,0 |
| 06.  | Philidor Leiden                    | 9  | 3 | 1 | 5 | 7:11 | 42,5:47,5 |
| 07.  | SMB Nijmegen                       | 9  | 3 | 1 | 5 | 7:11 | 37,5:52,5 |
| 08.  | Utrecht (N)                        | 9  | 2 | 1 | 6 | 5:13 | 40,5:49,5 |
| 09.  | Volmac Rotterdam II. Mannschaft    | 9  | 2 | 1 | 6 | 5:13 | 39,0:51,0 |
| 010. | Watergraafsmeer                    | 9  | 2 | 1 | 6 | 5:13 | 36,0:54,0 |

### Entscheidungen
|     | Niederländischer Mannschaftsmeister: Volmac Rotterdam I. Mannschaft         |
|     | Absteiger in die Klasse 1: Volmac Rotterdam II. Mannschaft, Watergraafsmeer |
| (M) | Meister der letzten Saison                                                  |
| (N) | Aufsteiger der letzten Saison                                               |

### Kreuztabelle
| Ergebnisse | Ergebnisse                      | 01. | 02. | 03. | 04. | 05. | 06. | 07. | 08. | 09. | 010. |
| ---------- | ------------------------------- | --- | --- | --- | --- | --- | --- | --- | --- | --- | ---- |
| 01.        | Volmac Rotterdam I. Mannschaft  |     | 5½  | 7½  | 8   | 4½  | 7   | 6½  | 7   | 7½  | 9½   |
| 02.        | Hilversums Schaakgenootschap    | 4½  |     | 5   | 8   | 6   | 6   | 7½  | 5½  | 5½  | 5½   |
| 03.        | Schaakclub Groningen            | 2½  | 5   |     | 4½  | 6½  | 4½  | 7   | 6   | 6½  | 5½   |
| 04.        | Lohuis/De Variant Breda         | 2   | 2   | 5½  |     | 6   | 5   | 7   | 5½  | 7½  | 4½   |
| 05.        | SV Zukertort Amstelveen         | 5½  | 4   | 3½  | 4   |     | 5½  | 5   | 4½  | 5   | 8    |
| 06.        | Philidor Leiden                 | 3   | 4   | 5½  | 5   | 4½  |     | 3½  | 6   | 6½  | 4½   |
| 07.        | SMB Nijmegen                    | 3½  | 2½  | 3   | 3   | 5   | 6½  |     | 6   | 2½  | 5½   |
| 08.        | Utrecht                         | 3   | 4½  | 4   | 4½  | 5½  | 4   | 4   |     | 6   | 5    |
| 09.        | Volmac Rotterdam II. Mannschaft | 2½  | 4½  | 3½  | 2½  | 5   | 3½  | 7½  | 4   |     | 6    |
| 10.        | Watergraafsmeer                 | ½   | 4½  | 4½  | 5½  | 2   | 5½  | 4½  | 5   | 4   |      |